# Joaquim Pinto

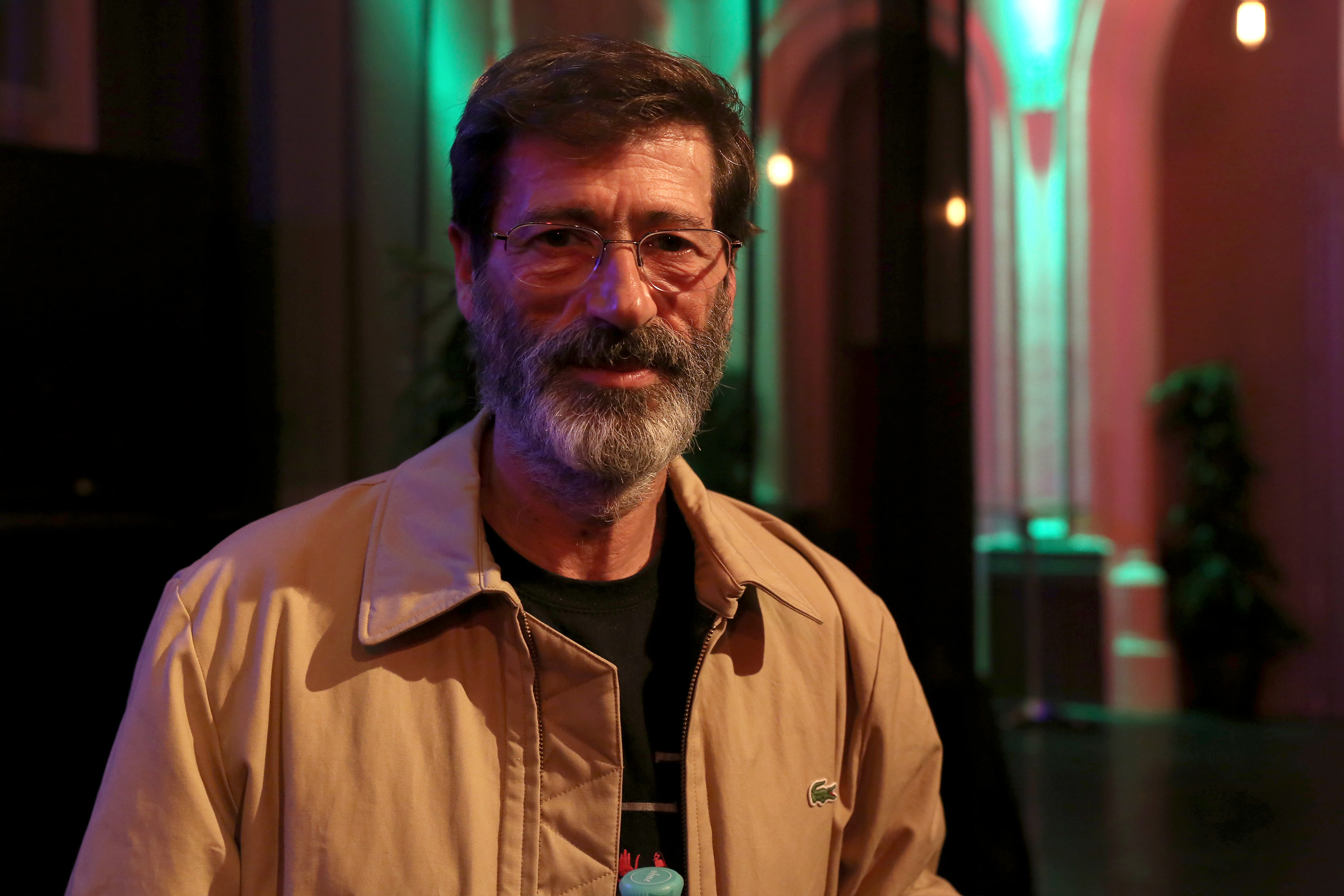
Joaquim Pinto (Viennale 2013)

Joaquim Pinto (* 20. Juni 1957 in Porto) ist ein portugiesischer Filmregisseur. Er ist auch als Filmproduzent, Filmeditor und Toningenieur tätig.

## Leben
Pintos Mutter ist die Lyrikerin Eduarda Chiote. Pinto arbeitete zwischen 1979 und 1987 als Toningenieur in über 40 Filmproduktionen unter Regisseuren wie Manoel de Oliveira, Alain Tanner, João Botelho, António Reis und Margarida Cordeiro, Jorge Silva Melo, Werner Schroeter, João César Monteiro, Paulo Rocha, João Canijo und José Nascimento.
Nach mehreren Kurzfilmen, bei denen er selbst Regie führte, veröffentlichte er 1988 mit Uma Pedra No Bolso seinen ersten Spielfilm. Mit dem Streifen Das Tripas Coração (1992) nahm er am Wettbewerb des Internationalen Filmfestivals von Locarno teil. Sein autobiografischer Dokumentarfilm E Agora? Lembra-me, in dem er seine Infektion mit HIV und Hepatitis C thematisiert, wurde 2013 in Locarno mehrfach ausgezeichnet. Er ist auch als Filmeditor tätig, seit den 2010er Jahren vor allem seine eigenen Filme.
Als Produzent entstanden drei Filme für das Fernsehen und fünf Spielfilme, darunter Erinnerungen an das gelbe Haus und Die göttliche Komödie von João César Monteiro, welche  1989 den Silbernen Löwen der Internationalen Filmfestspiele von Venedig (für Erinnerungen an das gelbe Haus) und 1995 den Spezialpreis der Jury (für Die göttliche Komödie) gewannen.

## Filmografie (Auswahl)

### Regie
- 1988: Der Morgen des Misstrauens (Uma Pedra no Bolso)
- 1989: Onde Bate o Sol
- 1992: Das Feuer – Das Herz in beiden Händen (O Fogo: Das Tripas Coração)
- 1996: Surfavela
- 1997: Moleque de Rua
- 1999: Cidade Velha
- 2003: Rabo de Peixe
- 2013: E Agora? Lembra-me
- 2015: Rabo de Peixe
- 2021: Pathos Ethos Logos

### Produktion
- 1980: Asphalt-Haie (Pixote, a Lei do Mais Fraco)
- 1989: Erinnerungen an das gelbe Haus (Recordações da Casa Amarela)
- 1993: Zéfiro
- 1995: Die göttliche Komödie (A Comédia de Deus)

### Filmschnitt
- 1988: Der Morgen des Misstrauens (Uma Pedra no Bolso)
- 1998: Deus’ Hochzeit (As Bodas de Deus)
- 2013: E Agora? Lembra-me
- 2015: Rabo de Peixe
- 2021: Pathos Ethos Logos